# Les Nouveaux Romantiques
Pour plus de détails, voir Fiche technique et Distribution.
Les Nouveaux Romantiques est un film franco-norvégien réalisé par Mohamed Benayat et sorti en 1980.

## Fiche technique
- Titre : Les Nouveaux Romantiques
- Réalisation : Mohamed Benayat
- Scénario : Mohamed Benayat
- Photographie : Roger Fellous, Ramón F. Suárez et Roberto Venturi
- Son : Jean-Paul Minassian
- Musique : Jean-Claude Nachon
- Montage : Barbara Doussot
- Production : Benayat Films - John Dagsvik (Oslo)
- Pays :  France -  Norvège
- Durée : 90 minutes
- Date de sortie : 4 juin 1980

## Distribution
- Mark Lewis : l'Américain
- Luc Cendrier : Pierre
- Laurent Mirouze : Pierre enfant
- Jean-Pierre Colin : le prof
- Dominik Senn : l'instituteur
- Sylvie Flepp : l'inconnue de la forêt
- Daniel Godin : le Suisse ou l'aviateur
- Pietro Tosini : Pietro